# Friedel Bloch
Friedel Bloch (* 11. September 1917; † 8. Mai 2010) war ein deutscher Manager.
Bloch war von 1961 bis 1982 Geschäftsführer des Münchner Verkehrstechnikunternehmens Schaltbau. Er war federführend am Aufbau neuer Produktionsstandorte in Aldersbach (Werkseröffnung: 1972) und Velden (Werkseröffnung: 1973) beteiligt.
Insbesondere für den Aufbau des Werkes in Aldersbach wurde er 1981 vom Bundespräsidenten mit dem Verdienstkreuz 1. Klasse der Bundesrepublik Deutschland ausgezeichnet.